# SMS G 121
G 121 – niemiecki niszczyciel z okresu I wojny światowej. Szósta jednostka typu V 116. Okręt wyposażony w cztery kotły parowe ropą (zapas paliwa 690 ton). Nieukończony przed zakończeniem wojny, złomowany w 1921 roku.